# Campionati cechi di ski cross 2012
I Campionati cechi di ski cross 2012 si sono svolti a Spindleruv Mlyn il 24 marzo. Il programma ha incluso sia la gara femminile che la gara maschile. 
Trattandosi di competizioni valide anche ai fini del punteggio FIS, vi hanno partecipato anche sciatori di altre federazioni, senza che questo consentisse loro di concorrere al titolo nazionale ceco.

## Risultati

### Uomini
| Pos. | Atleta             | Nazione     |
| ---- | ------------------ | ----------- |
| 1    | Thomas Kraus       | Rep. Ceca   |
| 2    | Peter Edwin Whelan | Regno Unito |
| 3    | Jakub Kopřiva      | Rep. Ceca   |
| 4    | Jiri Cech          | Rep. Ceca   |

### Donne
| Pos. | Atleta              | Nazione   |
| ---- | ------------------- | --------- |
| 1    | Katrin Ofner        | Austria   |
| 2    | Karolina Riemen     | Polonia   |
| 3    | Barbora Procházková | Rep. Ceca |
| 4    | Veronika Čamková    | Rep. Ceca |
| 5    | Simona Strychova    | Rep. Ceca |